# شيرا (شراب)

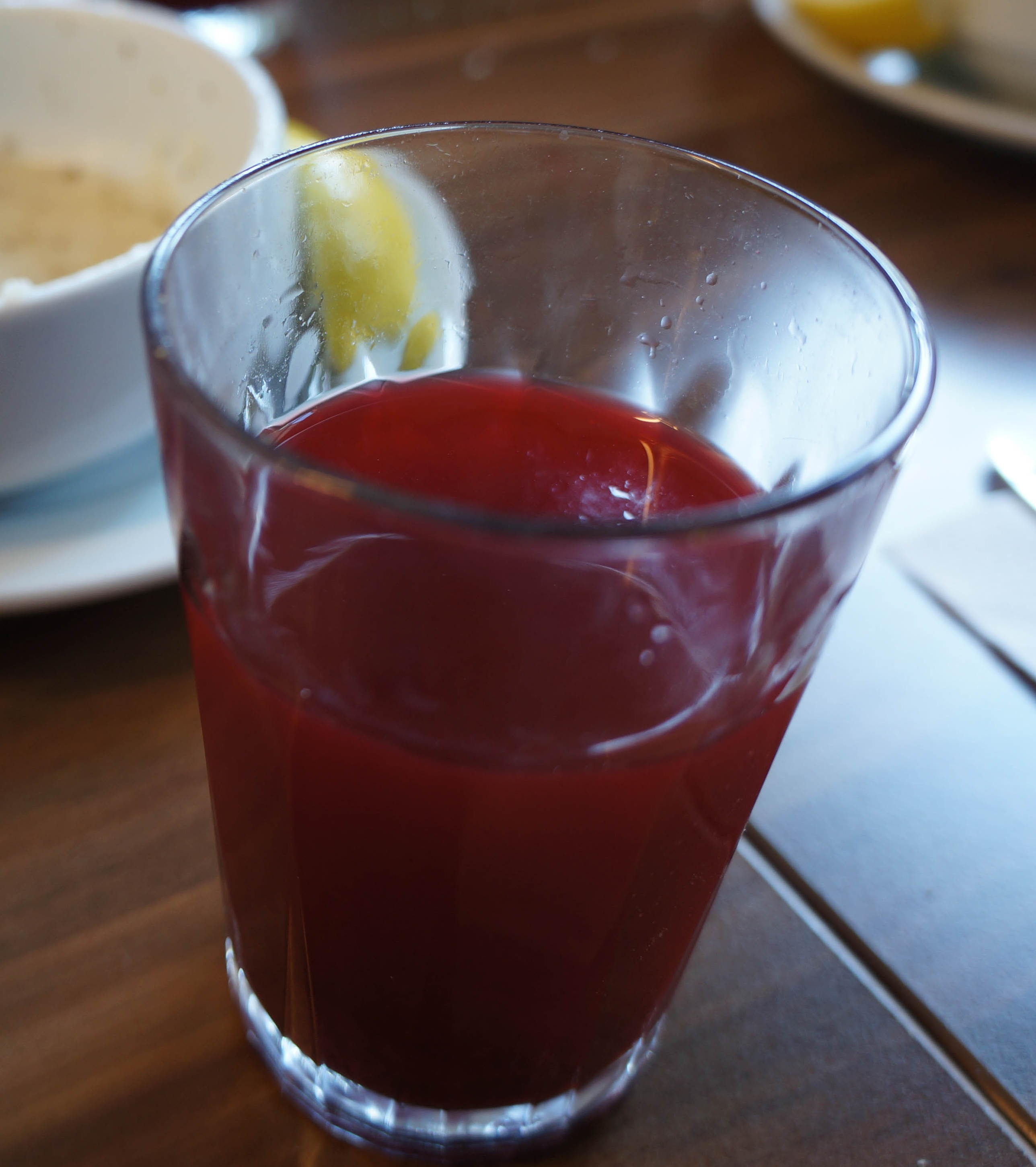

شيرا أو سيرا هو مشروب تركي غير كحولي مصنوع من عصير العنب المخمر قليلاً.  طعمه حلو بسبب ارتفاع نسبة الفركتوز فيه. لونه بين البني والأحمر الغامق. يٌقدّم في الغالب مع طبق إسكندر كباب.
ثمة نسخة منكّهة من شراب شيرا معروفة في منطقة مرمرة باسم خردلية. وهو في الأساس شيرا ينكّهة ببذور الخردل وأوراق الكرز لمدة 15 يومًا. يقدم شراب الخردلية عادة في المناسبات الخاصة كفاتح شهية.